# ستيوارت ن. غوردون
ستيوارت ن. غوردون (بالإنجليزية: Stewart N. Gordon)‏ هو مؤرخ أمريكي، ولد في 2 يناير 1945 في آكرون في الولايات المتحدة.

## وصلات خارجية
- الموقع الرسمي